# قائم (جغتای)
قائم یا چاه عمیق شماره یک زورزمند، روستایی در دهستان جغتای بخش مرکزی شهرستان جغتای استان خراسان رضوی ایران است.

## جمعیت
بر پایه سرشماری عمومی نفوس و مسکن در سال ۱۳۹۵ جمعیت این مکان ۲۵۲ نفر (۷۲خانوار) بوده‌است.